# Triphoturus
Triphoturus is een geslacht van straalvinnige vissen uit de familie van lantaarnvissen (Myctophidae).

## Soorten
- Triphoturus mexicanus Gilbert, 1890
- Triphoturus nigrescens Brauer, 1904
- Triphoturus oculeum Garman, 1899